# 维莱苏沙蒂永
维莱苏沙蒂永（法語：Villers-sous-Châtillon，法語發音：[vilɛʁ su ʃatijɔ̃]，意为“沙蒂永下方的维莱”）是法国马恩省的一个市镇，位于该省西部，属于兰斯区。2023年1月1日，维莱苏沙蒂永与邻近的2个市镇合并为新市镇克尔德拉瓦莱。

## 地理
维莱苏沙蒂永（49°5'42"N, 3°47'55"E）面积4.84 平方千米，位于法国大東部大區马恩省，该省份为法国东北部内陆省份，北起阿登省，西北接埃纳省，西南接塞纳-马恩省，南至奥布省，东南接上马恩省，东临默兹省。
与维莱苏沙蒂永接壤的市镇（或旧市镇、城区）包括：屈什里、巴略苏沙蒂永、贝尔瓦勒苏沙蒂永、班松和奥尔基尼、勒伊、旺特伊。
维莱苏沙蒂永的时区为UTC+01:00、UTC+02:00（夏令时）。

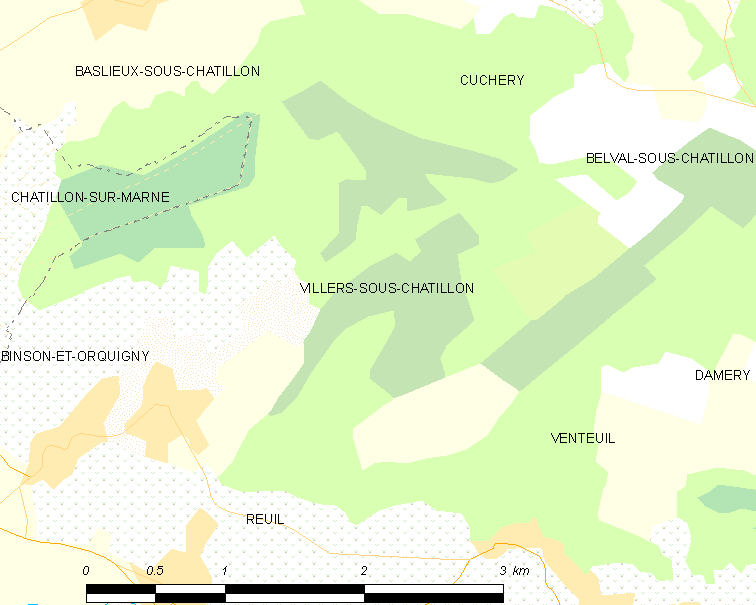
维莱苏沙蒂永的OSM定位图

## 行政
维莱苏沙蒂永的邮政编码为51700，INSEE市镇编码为51637。

## 政治
维莱苏沙蒂永所属的省级选区为多尔芒-香槟景县。

## 人口

1962-2008年间维莱苏沙蒂永人口变化图示

维莱苏沙蒂永于2020年1月1日时的人口数量为210人。